# Consiliul Culturii și Educației Socialiste
Consiliul Culturii și Educației Socialiste (acronim CCES) a fost un organ de partid și de stat, aflat sub conducerea nemijlocită a Comitetului Central al Partidului Comunist Român și a Consiliului de Miniștri, cu scopul de a asigura înfăptuirea politicii partidului și statului în domeniul culturii și educației socialiste, de a conduce și îndruma întreaga activitate cultural - educativă desfășurată în Republica Socialistă România, înființat prin Decretul nr. 301 din 21 septembrie 1971, pentru punerea în practică a Tezelor din iulie. Cu această ocazie a fost desființat Comitetul de Stat pentru Cultură și Artă (Ministerul Culturii), ale cărui atribuții au fost preluate de CCES.
În noiembrie 1977, în baza Decretului Consiliului de Stat (nr. 442) Consiliul Culturii și Educației Socialiste a fost reorganizat potrivit hotărârilor Plenarei CC al PCR din 28–29 iunie 1977.

## Conducere
De la înființare, în 1971, și până în 1989 Consiliul Culturii și Educației Socialiste a avut trei președinți, care erau în același timp și membri ai Consiliului de Miniștri:
- Dumitru Popescu, poreclit „Dumnezeu” (15 septembrie 1971 – 8 noiembrie 1976),
- Miu Dobrescu (9 noiembrie 1976 – 28 august 1979) și
- Suzana Gâdea (29 august 1979 – 22 decembrie 1989).